# Blechprofilrost
Blechprofilroste sind flächige Bauelemente aus Aluminium-, (feuerverzinktem) Stahl- oder Edelstahlblech mit durch Prägen oder Walzen profilierten und häufig gestanzten Oberflächenstrukturen. Blechprofilroste gibt es in Abhängigkeit von der Profilierung mit geschlossener oder durchlässiger Oberfläche. Der Rand der Elementen wird häufig doppelt umgekantet. Längliche Elemente erhalten durch das Umkanten einen C-förmigen Querschnitt.
Blechprofilroste werden überwiegend zu rutschsicheren Bodenbelägen bzw. Tritt- und Standflächen verarbeitet.
Blechprofilroste werden in ähnlichen Elementgrößen wie Gitterroste gefertigt und die Einsatzgebiete überschneiden sich weitgehend.
Im Gegensatz zu Blechprofilrosten werden Gitterroste jedoch aus einzelnen Stäben zusammengesetzt, die durch Pressen oder Schweißen miteinander verbunden werden.
Vorteile von Blechprofilrosten:
- hohe Tragfähigkeit in der Längsausrichtung
- hohe Stabilität bei geringem Materialeinsatz
- durch nach oben und unten geprägten Lochungen können Schmutz und Flüssigkeiten schnell verdrängt werden und abfließen
- hohe Rutschhemmung und Trittsicherheit durch griffige Oberfläche mit Reliefnoppen und vertieften Öffnungen
- Licht- und Luftdurchlässigkeit
- höchste Trittsicherheit auch in öffentlichen Bereichen.

## Einsatz von Blechprofilrosten
Typische Einsatzgebiete sind Böden, Bühnen und Gerüste im Hoch- und Tiefbau, Anlagen- und Fahrzeugbau, insbesondere für sicherheitsrelevante Einrichtungen – wie z. B. Hochwasserlaufstege oder Fluchttreppen.
Blechprofilroste eignen sich zum Einsatz in Bereichen, in denen gleitfördernde Stoffe (Fette, Öle usw.) vorkommen.
In Sonderfällen werden Blechprofilroste auch für andere Funktionen eingesetzt, etwa als lichtdurchlässige Fassadenelemente. Die niederländischen cepezed-Architekten verwendeten Profilroste an der Fassade eines Rechenzentrums. Der Architekt Daniel Libeskind verwendete beim Umbau des Militärhistorischen Museums der Bundeswehr in Dresden Aluminiumblechprofilroste als Fassadenverkleidung. Als Fassadenelemente schützen Blechprofilroste vor starkem Regen, mindern Wärme- und UV-Einwirkungen und wirken schallhemmend.